# 大紀商事
大紀商事株式会社（おおきしょうじ）は、大阪府大阪市中央区南久宝寺町に本社を置く企業である。飲料用フィルターおよび関連機械の製造・販売をおこなう。

## 概要
1980年創業。ティーバッグフィルター製造の大手企業として知られている。瀬戸大橋が開通した1988年、香川県観音寺市に工場を建設する。素材の紙および不織布の仕入先である愛媛県・高知県が近かったこと、災害の少なさが進出の理由となった。
2011年には杉本製茶、静岡県茶業センターとともにドリップ式の緑茶である「DripTea」を開発する。同商品は北米の茶専門展示会であるワールド・ティー・エクスポにおいて、新製品賞を受賞した。2011年には観音寺市に3つめの新工場を建設し、ティーバッグの原料である不織布の生産能力を2倍に引き上げた。
2015年には第4工場を建設し、2018年時点で全従業員の7割が同市内に勤務していた。また、 富山県上市町に工場を有するほか、中国に大紀上海、台湾に台湾桃園工場を設置している。